# Kolle den prude
Kolle den prude (Kolli prúði eller Kolli inn prúði), det vill säga ”den ärelystne”, var en isländsk furstelovskald som levde på 1100-talet. Enligt Skáldatal diktade han en drapa om kung Inge Haraldsson av Norge, ur vilken fem strofer har bevarats i Morkinskinna; tre av dem finns också i Heimskringla. Det framgår att skalden personligen framfört kvädet inför kungen, varför han rimligen bör ha vistats någon tid i Norge. De bevarade stroferna tar upp våldsamma händelser i kungens liv: striderna vid Minne och Krokaskog 1137 samt slaget vid Holmengrå och Magnus den blindes död 1139. En halvstrof, troligen ur samma kväde, finns i Skáldskaparmál (23). 
Om Kolles levnad och härkomst är ingenting känt.